# 邱清泉公馆旧址
邱清泉公馆旧址位于中国江苏省南京市秦淮区复成新村14号，包括混合结构的两层西式楼房一栋和平房两栋，为邱清泉在抗战胜利后购置，邱清泉另在大光路新叶村20号和塘坊桥8号有两处公馆，均已不存。一墙之隔的16号存有清代白玉兰，为白下区区级文物保护单位。